# 霍德維什尼亞
49°44′26″N 23°34′7″E / 49.74056°N 23.56861°E
霍德維什尼亞（羅馬化：Hodvyshnia）是烏克蘭的村落，位於該國西部利沃夫州，由利維夫區負責管轄，始建於1568年，面積1.12平方公里，海拔高度260米，2001年人口203，人口密度每平方公里181.25人。